# Anders Råstock
Anders Råstock (i riksdagen kallad Anderson i Råstock, senare Anderson i Björkbrotorp), född Anderson den 8 juni 1874 i Nya Kopparbergs församling, Örebro län, död 3 juli 1940 i Ljusnarsberg, Örebro län, var en svensk socialdemokratisk politiker.
Anders Råstock (då Anderson) var ursprungligen banvakt till yrket, arbetade vid järnvägar och verkstäder 1892–1896 och blev 1897 ordinarie banvakt. 1907–1908 studerade han vid Brunnsviks folkhögskola. 1903 inträdde han vid Svenska järnvägsmannaförbundet och blev 1908 ledamot av Järnvägarnas skiljedomstol och 1909 ledamot av Svenska järnvägsmannaförbundets representantskap. Han var vice ordförande i styrelsen för Enskilda järnvägarnas pensionskassa 1921. 1919 blev han ordförande i sin hemkommun Ljusnarsbergs kommunalfullmäktige. Han var 1921 vice ordförande i kommunalnämnden och 1920 ledamot av styrelsen för Landskommunernas förbund.
1910 blev Råstock socialdemokratisk landstingsman i Örebro län och 1918 landstingets ordförande. Han tillhörde andra kammaren från 1912 och var statsutskottets vice ordförande 1921–1935 och 1935 dess ordinarie. Han deltog i ett stort antal utredningar, bland annat i processkommissionen 1919. Han blev riksgäldsfullmäktig 1925, och fångvårdsfullmäktig 1922. Han skrev i riksdagen 31 egna motioner särskilt om pensioner och om samfärdsel och luftfart.
1937 ändrade han sitt efternamn från Anderson till Råstock.